# 夜鶯 (童話)
《夜莺》（丹麥語：Nattergalen，英語：The Nightingale）是安徒生童話中的著名童话，1843年发表于《New Fairy Tales》。普遍认为这个故事受作者对歌剧歌手珍妮·林德（有“瑞典夜莺”之称）的单相思的影响。

## 內容簡介
中国皇帝听说自己的御花園有一件世间最美的事物——夜莺的歌声，遂下令召夜莺。一个厨娘（在宫中惟一知道夜莺踪迹之人）带领宫人去附近的森林找到了夜莺。夜莺同意留在宫中。兴奋的皇帝将夜莺圈养于笼子。日本天皇赠给中国皇帝一件珠光宝气的机械夜莺，皇帝对活的夜莺逐渐失去兴趣，夜莺于是返回森林。机械夜莺日复一日地歌唱，最后报废。几年后皇帝深受病痛折磨，真正的夜莺得知皇帝病情回到宫中，死神被夜莺的歌声感动而离开了，皇帝因此复苏。夜莺答应皇帝在他身边为他唱歌。